# Pokupsko
Pokupsko (maďarsky Kulpatő) je vesnice a opčina v Chorvatsku v Záhřebské župě. Nachází se u řeky Kupy, těsně u hranic se Sisacko-moslavinskou župou, asi 23 km severozápadně od Gliny, 32 km západně od Sisaku a asi 37 km jižně od Záhřebu. V roce 2011 žilo v Pokupsku 235 obyvatel, v celé občině pak 2 224 obyvatel. Přestože se v opčině nacházejí větší vesnice Lukinić Brdo (343 obyvatel), Roženica (305 obyvatel) a Hotnja (236 obyvatel), je správním střediskem opčiny vesnice Pokupsko.

## Vesnice v opčině
V opčině se nacházejí vesnice:
- Auguštanovanec – 125 obyvatel
- Cerje Pokupsko – 84 obyvatel
- Cvetnić Brdo – 37 obyvatel
- Gladovec Pokupski – 152 obyvatel
- Hotnja – 236 obyvatel
- Lijevi Degoj – 69 obyvatel
- Lijevi Štefanki – 218 obyvatel
- Lukinić Brdo – 343 obyvatel
- Opatija – 144 obyvatel
- Pokupsko – 235 obyvatel
- Roženica – 305 obyvatel
- Strezojevo – 154 obyvatel
- Šestak Brdo – 76 obyvatel
- Zgurić Brdo – 46 obyvatel

Mezi další vesnice, které nejsou považovány za samostatné obce, patří Antolovići, Brajković, Busije, Cavrići, Gajdeki, Hrtići, Jagodovići, Jankeši, Jelekovci, Klampari, Lukinići, Mareković, Muže, Paun Brdo, Sečen, Skender Brdo, Skrbini, Stanešići, Sučeci, Šenovec, Turkovići a Žužići.
Od roku 1948, kdy v celé opčině žilo 5 195 obyvatel a v Pokupsku 453 obyvatel, počet obyvatel celé opčiny výrazně klesá.

## Název
Název "Pokupsko" je odvozen od řeky Kupy, která kolem Pokupska protéká. Především je odvozen od názvu země Pokuplje, která se rozkládá kolem řeky Kupy a ve které samotná opčina leží; název Pokupsko tedy znamená, že vesnice leží v Pokuplje, tedy kolem řeky Kupy (srov. např. Polabí).